# 卡斯泰拉 (阿列日省)
卡斯泰拉（法語：Castéras）是法国阿列日省的一个市镇，属于帕米耶区（Pamiers）勒福萨县（Le Fossat）。该市镇2009年时的人口为24人。

## 人口
卡斯泰拉人口变化图示
| 数据来源：INSEE |